# Amerikanske Jomfruøer ved sommer-OL 2024
Amerikanske Jomfruøer deltog i sommer-OL 2024 i Paris, Frankrig i perioden fra 26. juli til 11. august 2024.
De vandt ingen medaljer.

## Medaljer
| 2024 Paris            | Guld | Sølv | Bronze | Total |
| Amerikanske Jomfruøer | 0    | 0    | 0      | 0     |

### Medaljevinderne
| Amerikanske Jomfruøer under sommer-OL 2024 i Paris | Amerikanske Jomfruøer under sommer-OL 2024 i Paris | Amerikanske Jomfruøer under sommer-OL 2024 i Paris | Amerikanske Jomfruøer under sommer-OL 2024 i Paris | Amerikanske Jomfruøer under sommer-OL 2024 i Paris |
| Medalje                                            | Navn                                               | Sport                                              | Event                                              | Dato                                               |
| -------------------------------------------------- | -------------------------------------------------- | -------------------------------------------------- | -------------------------------------------------- | -------------------------------------------------- |
| -                                                  | -                                                  | -                                                  | -                                                  | -                                                  |